# Code Orange
Code Orange (anteriormente conhecida como Code Orange Kids) é uma banda de metalcore e hardcore punk formada na cidade de Pitsburgo, no estado da Pensilvânia, Estados Unidos.
O grupo é formado por 6 membros: Reba Meyers, que atua como guitarrista e vocalista, Dominic Landolina como guitarrista, Joe Goldman como baixista, Eric Balderose como tecladista e guitarrista e Jami Morgan como vocalista e baterista.
A banda tem 4 álbuns de estúdio, sendo um desses realizado ainda sob o nome anterior de Code Orange Kids. Love Is Love/Return to Dust em 2012, sob o nome de Code Orange Kids, I Am King em 2014, ora sob o nome atual de Code Orange, e Forever e Underneath, lançados em 2017 e 2020, respectivamente. A revista Metal Hammer elegeu Underneath como o terceiro melhor disco de metal de 2020.

## Características
A banda Code Orange incorpora em sua sonoridade gêneros e subgêneros musicais diversos, como por exemplo hardcore punk, math rock, sludge metal, metalcore, industrial e até o grunge. A revista canadense de entretenimento Exclaim! chegou a atrelar o termo post-metalcore ao grupo Code Orange, resultado do caráter experimental que a banda detém desde o início de suas atividades.
A revista New Noise Magazine afirma que no álbum de estúdio Forever, lançado em 2017, Code Orange mistura de modo coeso três gêneros diferentes dos anos 90: shoegaze, metalcore e industrial.
O portal online Louder Sound reitera a diversidade musical do grupo Code Orange, afirmando que o gênero hardcore não é suficiente para descrever o contraste sonoro diverso incorporado pelo grupo. Louder Sound postula também que o grupo parece ter poder total sobre a música alternativa e underground que eles produzem.

## Membros

### Atuais
- Reba Meyers - vocais, guitarra
- Dominic Landolina - guitarra
- Joe Goldman - baixo
- Eric Balderose - guitarra, teclado
- Jami Morgan - vocais, bateria

## Discografia

### Álbuns de estúdio
- Love Is Love/Return to Dust (como Code Orange Kids) (2012)[15]
- I Am King (2014)[16]
- Forever (2017)
- Underneath (2020)[17]
- The Above (2023)